# Ванесса Аморозі
Ванесса Джой Аморозі (англ. Vanessa Joy Amorosi; 8 серпня 1981, Біконсфілд, Мельбурн, Австралія) — австралійська співачка-виконавиця. Продала понад 2 мільйони копій своїх альбомів.
Кар'єру почала випуском дебютного альбому «The Power» у 2000 році. Наразі випустила 4 студійних альбоми та 21 офіційних сингли. За межами Австралії відома у Британії та Німеччині.

## Життєпис
Народилась 8 серпня 1981, в Біконсфілді, Мельбурн, Австралія. Коли їй було 4, разом з молодшими сестрами записались на уроки джазу й класичного балету в школі, де керував її дядько. Навчалась в школах Emerald Primary і Emerald Secondary.
Кілька місяців провела в армії. Була суддею на Channel 9 TV show «Starstruck». Вегетаріанка.
Учасниця програми «Kids Help Line». Також вона має ферму, де тварини, що вимирають, можуть знайти собі притулок. У 2003 номінувалася на «Австралійця року».

## Музична кар'єра

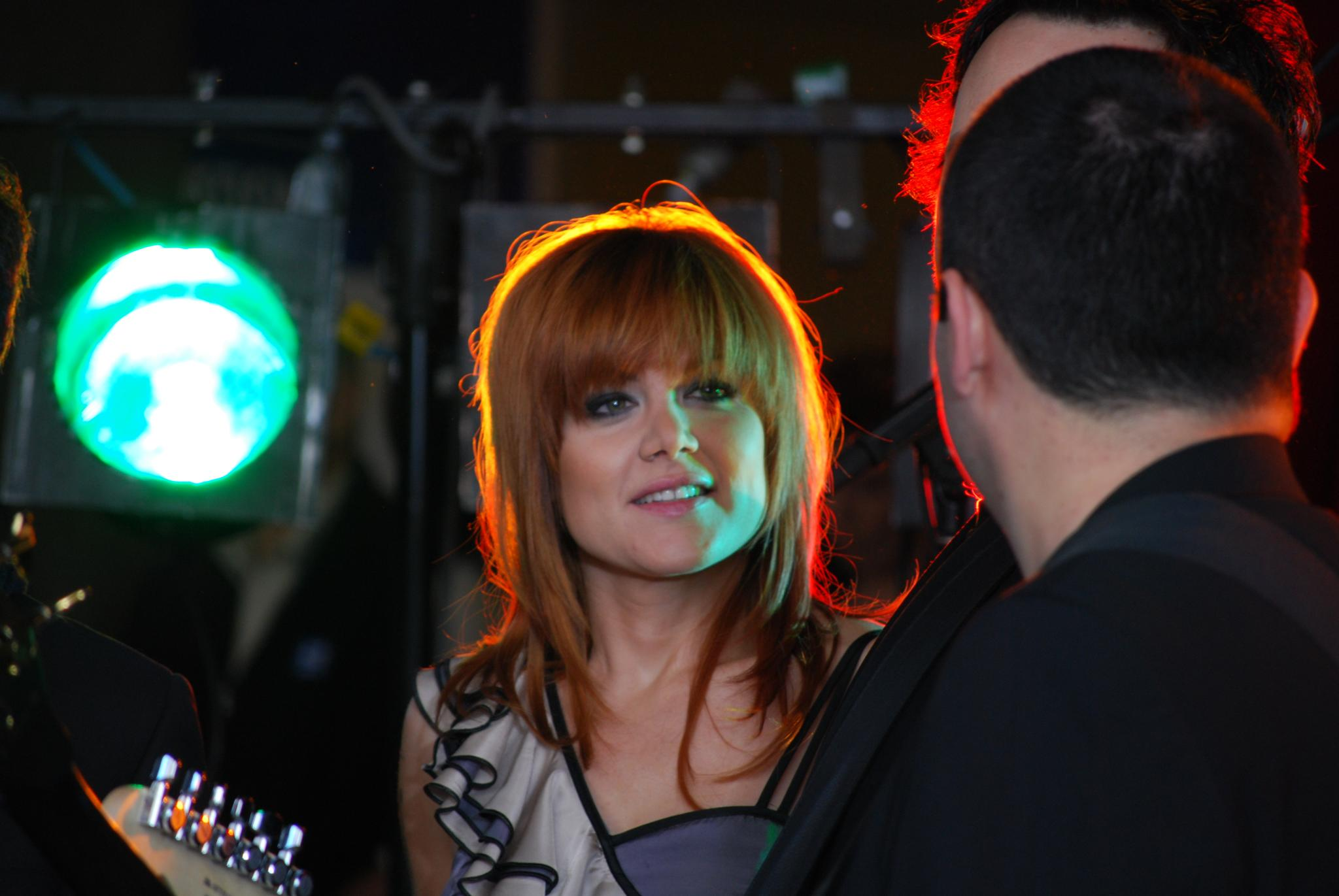
Ванесса на Today Show, 29 жовтня 2009

У 12 років почала виступати в торгових центрах і кафе. Також виступала в російському ресторані «Матрьошка». У 1997 році підписала контракт з Джеком Штормом і того ж року випустила CD зі своєю першою піснею «Get Here». 
Ванесса Аморозі відома універсальною вокальною здатністю. Звичайний вокальний діапазон для співачки — Soprano C6, який лунає під час підключення до співу грудної клітини. Надзвичайно сильний і в той же час легкий спів зробив її улюбленицею Австралії та Німеччинни. В пісні «Start It», з альбому «Somewhere in the Real World» (2008) Аморозі використала свій найпотужніший вокальний діапазон — E6. В третьому студійному альбому співачка також часто використовує A5 й B5, в грудному вокалі, і E6 при «свисті».
У 2006 на концерті «ARIA Hall of Fame», присвяченому Гелен Редді (англ. Helen Reddy), Аморозі виконала її пісню «I Am Woman» з вокальним діапазоном у C6. В пісні з четвертого студійного альбому «Hazardous» — «Off on My Kiss» здивувала аудиторію низьким голосом (контральто або навіть тенор) у B2.

Її пісні мають багато жанрів: поп, рок, блюз, джаз.

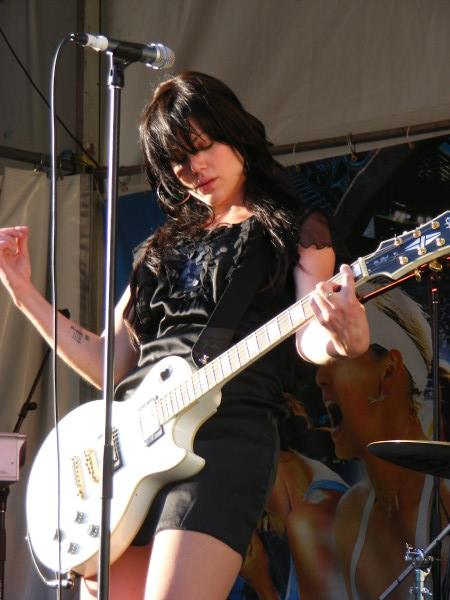
Ванесса на своєму концерті, 2007

### 2000—2007: АльбомиThe PowerтаChange
Альбом вийшов 3 квітня 2000. У 2000 номінувався на «ARIA Music Awards» 6 разів, а в 2001 2 рази. У вересні 2000 Ванесса відкрила і закрила своїми піснями «Літні Олімпійські ігри 2000» і «Параолімпійські ігри» в Сіднеї. На відкриті «Літні Олімпійські ігри 2000» співачка виконала пісню «Heroes Live Forever» з надзвичайно сильною кінцівкою. У 2000 Ванесса також відкрила та закрила «Goodwill Games» в Брисбені.
У 2001 вона виступила на «AFL Grand Final». У серпні 2001 співачка поїхала до Манчестеру і виконала пісню «Shine» і «I'll always be a Melbourne girl», яку вона написала спеціально для цього виступу.
В 1999 Ванесса випустила свою дебютну пісню «Have a Look», яка потрапила до «Top 20 Hit» і здобула золото (ARIA).
Другий сингл з альбому «The Power», «Absolutely Everybody», потрапив до «Top 10 Hit». Пісня провела на австралійському чарті шість місяців і зробила Ванессу Джой першою жінкою в Австралії, чий сингл провів в чарті найбільший час. Невдовзі сингл вийшов в Європі. В Англії та Німеччині пісня потрапила до «Top 10 Hit» і отримала золото. З «Absolutely Everybody» Ванесса відкрила «Motorcycle Grand Prix» на Філіппінський островах, а також виконала на «NRL Grand Final» і на вечірці присвяченій новому тисячоліттю — «New Year's Eve».
У 2000 сингли «Shine» та «The Power» стали хітами в Австралії і отримали золото (ARIA). У 2000 сингл «Shine» отримав нагороду Most Played Song на «APRA Awards» і Best International Newcomer на «VIVA Comet Awards».
18 листопада 2002 в Німеччині вийшов другий студійний альбом Ванесси — «Change». Він не здобув популярності, а офіційно вийшло 3 сингли: «One Thing Leads 2 Another», «Spin (Everybody's Doin' It)», «True to Yourself».

### 2007—2009: АльбомSomewhere in the Real Worldта співпраця з гуртом Hoobastank
25 січня 2006 виявилося, що менеджер Ванесси Ральф Карр закінчив свій семилітній контракт з «MarJac Productions». Про це на своєму вебсайті вона написала: «Я працювала з моїм менеджером вже сім років і гадала, що ми будемо разом ще довго… Перехід під керівництво Ральфа Карра здавався таким природним, бо він був успішним менеджером». 22 листопада 2006 співачка підписала контракт з «Universal Music Australia». 24 травня 2008 Ванесса Джой випустила свій третій альбом «Somewhere in the Real World». Пісні «Perfect» та «Start It» використовувались в рекламі «Seven Network». «Channel 7's AFL» використав пісню «Start It», як головну пісню свого каналу в 2008 і в 2009. Через годину після релізу альбом посів 3 місце на місцевому «iTunes» чарті. Через 24 години — 2 місце, а через 4 дні — 1 місце. Альбом «Somewhere in the Real World» отримав золото в Австралії (ARIA). В грудні 2008 був знятий кліп «My House», проте як сингл «My House» не вийшов.
Ванесса брала участь у турі гурту «Kiss», що проходив у 2008 в Австралії.
Сингл «Kiss Your Mama!» вперше вийшов на радіо 3 серпня 2007, а в продажу з'явився 8 вересня 2007. На спеціальному випуску «Australian Idol» Ванесса виконала цю пісню вживу. В чарті сингл посів 15 місце.
Другий сингл «Perfect» вийшов для інтернет завантаження 5 квітня 2008, а на CD — 26 квітня 2008. На чарті «iTunes» пісня посіла 1 місце, а на чарті Австралії 4 місце. Сингл «Perfect» отримав платину (ARIA) і став найчастішим треком на радіо Австралії в 2008. 2009 пісня номінувалась на «APRA» за Most Played Australian Work.
20 вересня 2008 третім синглом «Somewhere in the Real World» стала пісня «The Simple Things (Something Emotional)». Сингл потрапив у австралійське Top 40.
20 квітня 2009 стало відомо, що гурт «Hoobastank» випустить одну зі своїх пісень у дуеті з Ванессою Аморозі. 19 червня 2009 пісня офіційно вийшла в Австралії. Кліп також знімався за участю Ванесси. Фільмування проходило у Лос-Анджелесі на «Lacy Street Studio».

### 2009—2011: АльбомHazardousта співпраця з Мері Джей Бліге
Альбом «Hazardous» вийшов 6 листопада 2009. В чарті досяг 7 місця й отримав золото (ARIA). У червні 2010 планується випустити альбом для німецьких слухачів.
У березні 2010 Ванесса виконувала декілька пісень у турі Роба Томаса.
28 серпня 2009 пісня вперше вийшла на австралійському радіо. 9 жовтня 2009 сингл вийшов офіційно. «This Is Who I Am» вважається найкращою піснею Ванесси, бо вона посіла 1 місце в чарті на тиждень з 18 жовтня 2009. Також це перший сингл Ванесси з 1 місцем в чарті. Наступного тижня сингл продовжував бути на 1 місці. Через деякий час «This Is Who I Am» отримав платину (ARIA).
Другим синглом альбому стала пісня «Hazardous». Офіційно вийшла 11 грудня 2009. 17 грудня 2009 у Лос-Анджелесі був знятий кліп до пісні, режисером якого був Пол Браун. В чарті «ARIA Charts» пісня посіла 29 місце.
1 лютого 2010 Ванесса прибула до Лос-Анджелеса, щоб узяти участь у зйомках кліпу до пісні Мері Джей. Бліге — «Each Tear». Нова версія пісні, дует Мері Джей. Бліге і Ванесси, вийде в міжнародному виданні альбому «Stronger with Each Tear».
Австралійський рок-гурт «INXS» записала версію своєї пісні «Devil Inside» у дуеті з Ванессою Аморозі.
4 квітня 2010 було оголошено, що пісня «Mr. Mysterious» стане третім синглом альбому «Hazardous». Офіційний реліз планується на 23 квітня 2010. 26 березня 2010 відбулася прем'єра кліпу.
13 серпня 2010 вийшов четвертий сингл альбому «Hazardous» — «Holiday».

### 2011-дотепер: АльбомV
1 липня 2011 року відбувся реліз першого синглу п'ятого студійного альбому Ванесси — «Gossip». Він посів 1 місце на австралійському радіо. 9 вересня 2011 вийшов другий сингл альбому — «Amazing», який посів 83 місце на «ARIA» Singles Chart. Сам альбому мав вийти 11 листопада 2011, але 3 листопада Ванесса повідомила ЗМІ, що має відкласти реліз, оскільки вважає, що альбому поки що не ідеальний. Другий офіційний реліз альбому «V» має відбутися 27 березня 2012 року. Але за два тижні до другого релізу, вихід знову перенесли — вже на 27 серпня 2012 року.
22 серпня 2012 року Ванесса повідомила, що вирішила розірвати контракт з лейблом Universal Music Australia, з яким почала працювати у 2006 році. Співачка також додала, що намагалася припинити співпрацю вже багато років, оскільки відчувала себе творчо розчарованою: «Я неймовірно схвильована щодо майбутнього, але зміна самої себе — це те, що штовхне мене до нового рівня». Лейбл Universal Music Australia не прокоментував заяву співачки. 22 серпня менеджер Ванесси Ральф Карр також повідомив, що Sony Music Entertainment і Warner Music Group можливо будуть зацікавлені у підписані нового контракту. Проте наступного дня, 23 серпня, представник Sony сказав, що «на цьому етапі Sony не збирається підписувати контракт з Ванессою».

## Нагороди і номінації
| Рік  | Церемонія                                      | Категорія                      | Що номінується         | Результат  |
| ---- | ---------------------------------------------- | ------------------------------ | ---------------------- | ---------- |
| 2000 | ARIA Awards                                    | Highest Selling Single         | «Absolutely Everybody» | Номінована |
| 2000 | ARIA Awards                                    | Best Female Artist             | «Absolutely Everybody» | Номінована |
| 2000 | ARIA Awards                                    | Best Pop Release               | «Absolutely Everybody» | Номінована |
| 2000 | ARIA Awards                                    | Breakthrough Artist Single     | «Have a Look»          | Номінована |
| 2000 | ARIA Awards                                    | Highest Selling Album          | The Power              | Номінована |
| 2000 | ARIA Awards                                    | Breakthrough Artist Album      | The Power              | Номінована |
| 2001 | ARIA Awards                                    | Best Female Artist             | The Power              | Номінована |
| 2001 | ARIA Awards                                    | Best Pop Release               | The Power              | Номінована |
| 2001 | ARIA Awards                                    | Most Performed Australian Work | «Shine»                | Виграла    |
| 2009 | APRA Awards                                    | Most Played Australian Work    | «Perfect»              | Номінована |
| 2010 | ARIA No.1 Chart Awards                         | Song reaching number-one.      | «This Is Who I Am»     | Виграла    |
| 2010 | Nickelodeon Australian Kids Choice Awards 2010 | Fave Aussie Musos              | Ванесса Аморозі        | Номінована |
| 2010 | ARIA Awards                                    | Most Popular Australian Artist | Ванесса Аморозі        | Номінована |
| 2010 | ARIA Awards                                    | Most Popular Australian Album  | Hazardous              | Номінована |
| 2010 | ARIA Awards                                    | Most Popular Australian Single | «This Is Who I Am»     | Номінована |
| 2010 | ARIA Awards                                    | Most Popular Australian Single | «Mr. Mysterious»       | Номінована |

## Дискографія
Студійні альбоми:
| Назва                         | Інформація |
| ----------------------------- | --- |
| «The Power»                   | - Реліз: 3 квітня 2000 - Світові продажі: 380 000 копій - Сингли: - «Have a Look» - «Absolutely Everybody» - «Shine» - «The Power» - «Everytime I Close My Eyes» |
| «Change»                      | - Реліз: 18 листопада 2002 - Світові продажі: - Сингли: - «One Thing Leads 2 Another» - «Spin (Everybody's Doin' It)» - «True to Yourself»                       |
| «Somewhere in the Real World» | - Реліз: 24 травня 2008 - Світові продажі: 35 000 копій - Сингли: - «Kiss Your Mama!» - «Perfect» - «The Simple Things (Something Emotional)»                    |
| «Hazardous»                   | - Реліз: 6 листопада 2009 - Світові продажі: 70 000 копій - Сингли: - «This Is Who I Am» - «Hazardous» - «Mr. Mysterious» - «Off On My Kiss» - «Holiday»         |
| «V»                           | - Реліз: скасований - Світові продажі: -- - Сингли: - «Gossip» - «Amazing»                                                                                       |
| «Back to Love»                | - Реліз: 8 листопада 2019 - Світові продажі: - Сингли: - «Heavy Lies the Head» - «Hello Me» - «Lessons of Love»                                                  |
| «The Blacklisted Collection»  | - Реліз: 26 червня 2020 - Світові продажі: |
| «City of Angels»              | - Реліз: 18 березня 2022 - Світові продажі: |

Компіляційні альбоми:
| Назва                         | Інформація                                                          |
| ----------------------------- | ------------------------------------------------------------------- |
| «Turn to Me»                  | - Реліз: 29 жовтня 2001 - Світові продажі: - Сингли: - «Turn to Me» |
| «The Best of Vanessa Amorosi» | - Реліз: 24 листопада 2005 - Світові продажі:                       |